# هنري إبراهام
هنري إبراهام (بالإنجليزية: Henry David Abraham)‏ (و. 1942 – م) هو طبيب نفسي.

## التعليم
تعلم في جامعة جونز هوبكينز.

## مناصب وهيئات
أدار جامعة هارفارد.